# Schloss Raab

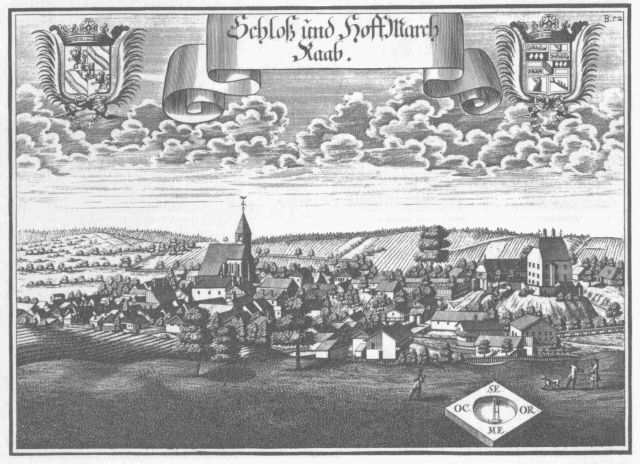
Schloss Raab nach einem Kupferstich von Michael Wening von 1721

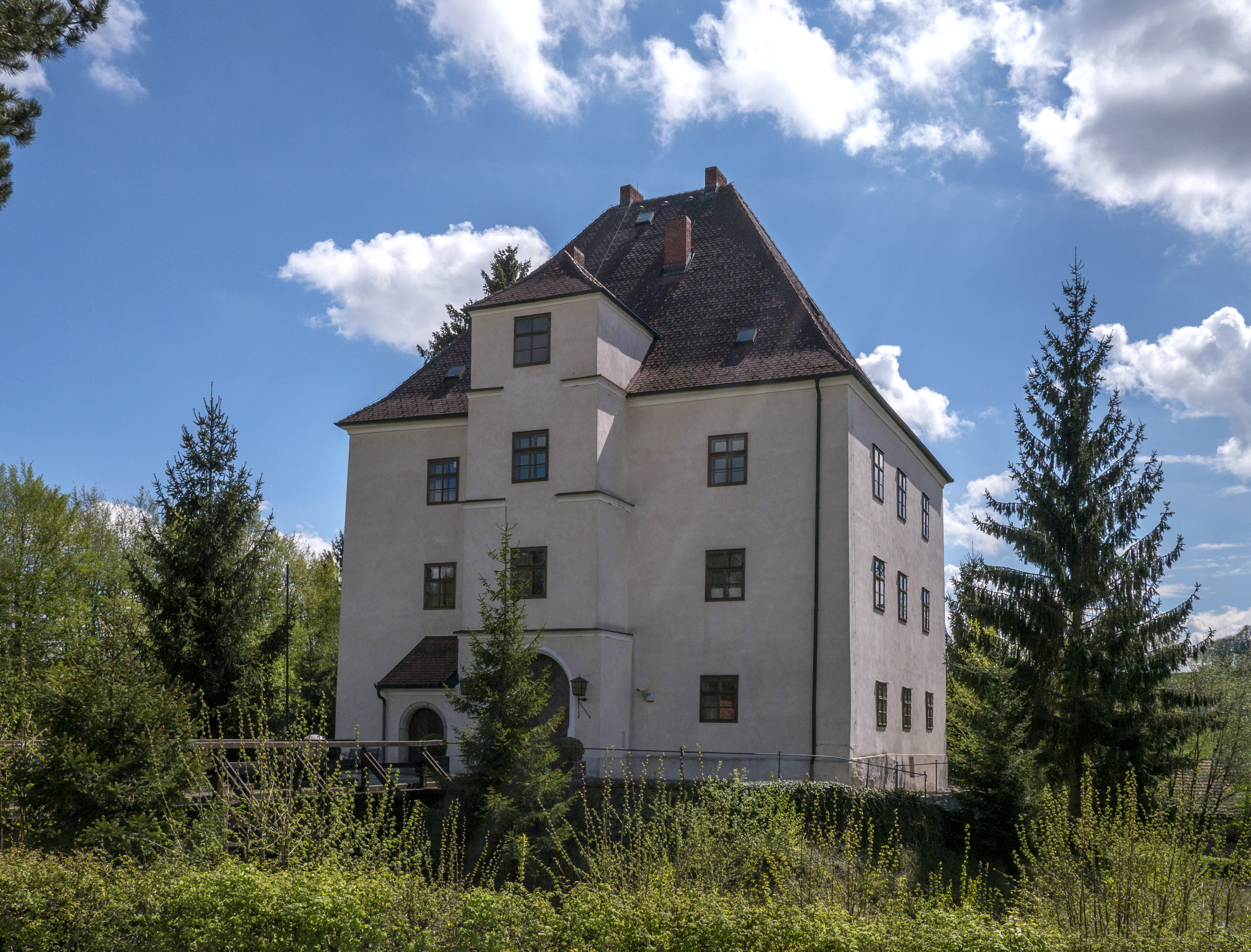
Schloss Raab: heute

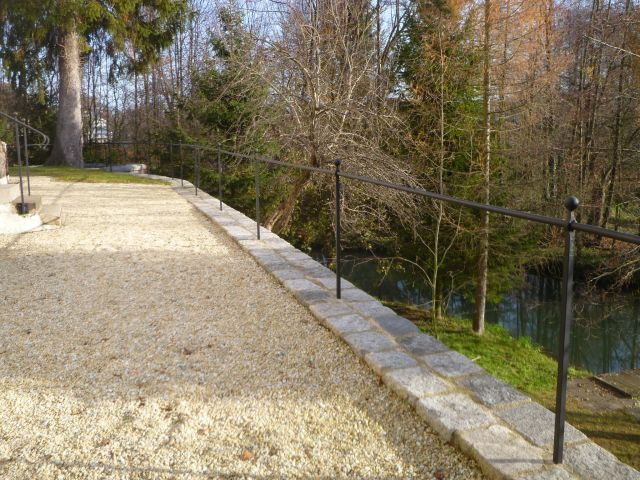
Blick in den Wassergraben

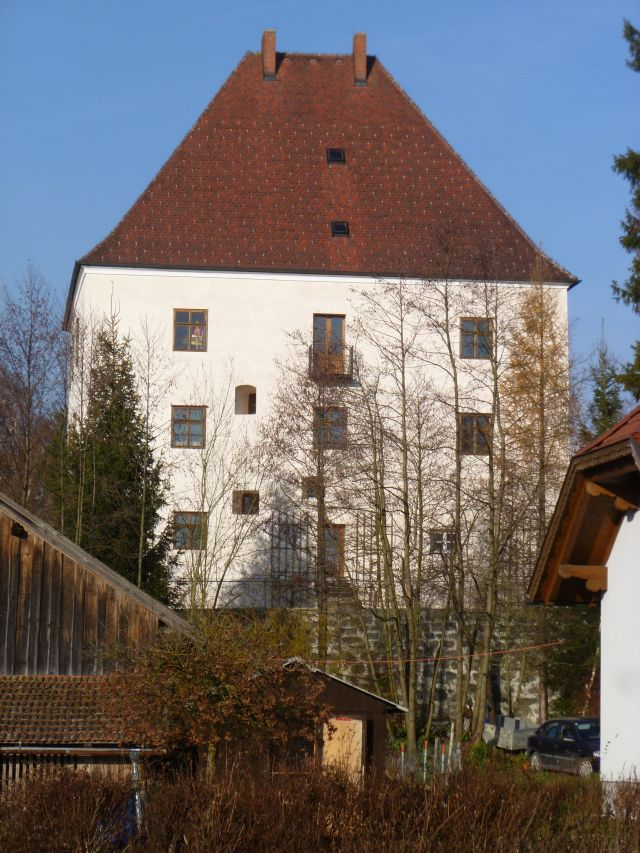
Schloss Raab von Süden

Schloss Raab liegt in der gleichnamigen Gemeinde Raab im Bezirk Schärding. Es ist seit 1145 als Sitz eines Adelsgeschlechts bezeugt. Der heutige Baukörper stammt großteils aus dem 16. Jahrhundert. 

## Geschichte
Raab wurde als besiedelter Ort erstmals 955 urkundlich erwähnt. Ein Ansitz des Adelsgeschlechts de Rurippe ist 1145 mit „nobilis vir Ruetbertus de ruhrippe“ gesichert. Die Ruripper waren Gefolgsleute der Herren von Wesen und dürften im 13. Jahrhundert ausgestorben sein. Von den Rurippern kam der Besitz nach einem Teilungsvertrag vom 1. Mai 1300 zwischen den Wesenern und den Waldeckern an die Letzteren. 1382 kam die Herrschaft an die Trauner. 1387 erbte Hans Aichberger zu Aichberg bei Wesen das Schloss und die Hofmark Raab. Da Amalai Aichberger 1443 Lazarus Messenpeck, der als Pfleger der Herrschaft in Ried tätig war, geheiratet hatte, fiel der Besitz an die Messenpecker. Als deren Sohn Hanns 1495 ohne Erben starb, fiel das Anwesen Raab an Nikolaus von Sandizell. 1496 zog Herzog Georg von Bayern den Besitz ein und verkaufte ihn 1500 an den Bischof Ludwig von Chiemsee. Bischof Sebastian Cataneus ließ das Schloss zu Beginn des 16. Jahrhunderts weitgehend neu errichten und in der Folge von Pflegern verwalten. 1685 erwarb Graf Johann Veit von Maxlrain die Hofmark Raab. Von diesen kam Raab im Erbwege 1704 an die bayrischen Freiherrn von Neuhaus. 1717 ging der Besitz über einen Verkauf an die Grafen Tattenbach-Rheinstein. Die Tattenbachs, die in St. Martin ihren Hauptsitz hatten, vereinigten die Herrschaft Raab, zu der noch jene von Einburg kam, mit St. Martin zu einem Fideikommiss. Nach dem Aussterben der Grafen von Tattenbach 1821 erwarben die Grafen Arco-Valley Raab. Da diese in St. Martin wohnten, verkauften sie das Schloss Raab 1807 ohne zugehörigen Grundbesitz an den Hofwirt Obermayr von Raab; nach dessen Konkurs ersteigerte es 1826 der Hutmacher Völkl. 1849 kaufte die Gemeinde Raab das Schloss als Sitz für das neu eingerichtete Kreisgericht. 1850 ging es in Staatsbesitz über. Zwischen 1983 und 1985 wurde das stark renovierungsbedürftige Gebäude umfassend restauriert. Auch der Wassergraben wurde saniert. 2002 wurde das Bezirksgericht geschlossen. Heute ist das Schloss im Privatbesitz der Familie Pilstl. Eine Besichtigung ist nicht möglich.

## Äußeres
Raab ist ein unverändert erhaltenes Wasserschloss. Es nimmt fast den ganzen vom Wassergraben umschlossenen Hügel ein. Der Zugang führt über eine hölzerne Brücke über den Wassergraben. Es ist ein dreigeschoßiger, rechteckiger Bau mit einem Walmdach. Der aus der Fassade vorspringende Treppenturm an der Nordseite stammt aus späterer Zeit. Die aus dem 16. Jahrhundert stammenden Räume des Erdgeschoßes haben gewölbte Decken. Der ursprüngliche Eingang befindet sich links neben dem heutigen Tor. Da alle ursprünglich vorhandenen Erker entfernt wurden, bieten sich dem Auge glatte Fensterfronten. 